# Uropsilus soricipes
La talpa toporagno cinese  (Uropsilus soricipes Milne-Edwards, 1871) è un mammifero della famiglia dei Talpidi, endemico della Cina.

## Descrizione
Questa talpa è simile a un toporagno per forma e dimensioni. Il muso è lungo. Le zampe, piccole e dotate di unghie curve e deboli, non sono adatte allo scavo.

## Distribuzione e habitat
L'areale comprende le province cinesi di Gansu, Sichuan, Yunnan e Shaanxi. L'habitat è la foresta.

## Biologia
Le abitudini della specie sono poco note. La struttura delle zampe fa ritenere che ricerchi il cibo al suolo e non scavando.

## Conservazione
La IUCN Red List classifica questa specie come specie a basso rischio (Least Concern).
La Zoological Society of London, in base a criteri di unicità evolutiva e di esiguità della popolazione, considera Uropsilus soricipes una delle 100 specie di mammiferi a maggiore rischio di estinzione.